# Simognathus similis
Simognathus similis är en kvalsterart. Simognathus similis ingår i släktet Simognathus och familjen Halacaridae. Inga underarter finns listade i Catalogue of Life.